# William Arthur White
William Arthur White (ur. 13 lutego 1824 w Puławach, zm. 28 grudnia 1891 w Berlinie) – angielski urzędnik konsularny i dyplomata, znawca zagadnień Europy Wschodniej, przyjaciel narodu polskiego.

## Życiorys

### Stosunki rodzinne
Był synem Arthura White’a, pracownika brytyjskiej służby konsularnej, i Elizy Lili Gardiner, córki Williama Neville'a Gardinera (1748–1806), generała i dyplomaty brytyjskiego, który w latach 1792–1795 był posłem angielskim na dworze króla Stanisława Augusta Poniatowskiego. Matka Williama Arthura w posagu otrzymała majątek ziemski w okolicy Puław. W 1824 w tym mieście przyszedł na świat mały William Arthur, który imię William otrzymał po jednym dziadku, a imię Arthur po drugim (Arthur White, ojciec Williama Arthura, był synem Arthura White’a, dyplomaty i posiadacza ziemskiego na wyspie Man, i Ludwiki z Harriotów). Jego matką chrzestną była ciotka Maria Anna White (1800–1874), która później wyszła za mąż za pastora ewangelickiego Jana Jakuba Benniego (1800–1863). Młodszymi kuzynami Williama Arthura byli Herman Benni (1834–1900), Artur Wilhelm Benni (1839–1867) i Karol Benni (1843–1916), urodzeni w Tomaszowie Mazowieckim i wychowani według wzorów angielskich. William Arthur White kilkakrotnie gościł w tym mieście, odwiedzając ciotkę i kuzynów.
W 1867 William Arthur White poślubił Katarzynę Rendzior, córkę Ludwika Rendziora, gdańskiego kupca. Miał z nią trzy córki. Najstarsza córka Lila Lucy Katherine Mary White (1867–1941) poślubiła w 1903 Carla Emanuela de Geijer, z którym miała dwóch synów (Williama i Eryka), a następnie została (od 1903) baronessą Abinger, poślubiwszy w 1899 Shelleya Leopolda Lawrence'a Scarletta (1872–1917), piątego barona Abinger.

### Wykształcenie
Mieszkając od dzieciństwa w Polsce (z przerwami aż do 1864), William Arthur White opanował doskonale język polski i nawiązał liczne przyjaźnie z polskimi rówieśnikami. Typowo angielskie wykształcenie zdobywał w King William's College na wyspie Man (na wyspie tej mieszkał jego dziadek Arthur White) i w Trinity College na Uniwersytecie Cambridge. W latach 1843–1857 żył w Polsce jako właściciel ziemski, a w 1857 wstąpił do brytyjskiej służby konsularno-dyplomatycznej.

### Służba konsularno-dyplomatyczna
- 1857–1864 – służba konsularno-dyplomatyczna w Warszawie, konsul generalny 1863-1864
- 1864–1875 – konsul w Gdańsku[5]
- 1875–1879 – konsul generalny w Belgradzie[5]
- 1879–1886 – poseł (ang. agent, envoy extraordinary) w Bukareszcie[5]
- 1886–1891 – ambasador brytyjski w Konstantynopolu[5]